# Wilma Goich
Wilma Goich (Cairo Montenotte, 1945. október 16. –) olasz énekesnő. 

## Élete
1945-ben született Cairo Montenottében, Savona tartományban, mivel apja vegyipari szakértőként kapott állást a Montecatini üzemben, dalmát olasz szülőktől, akik kivándoroltak Zarából, a mai Horvátországból, amely akkor az Olasz Királyság része volt. Gyermekkora óta szívesen énekelt és zenélt.
Miután kizárták a Barcelonai Fesztiválról, mert állítólag plagizált egy dalt, az 1965-ös Sanremói Dalfesztiválon vált híressé, a Le colline sono in fiore című dallal.
Ez a dal rögtön nemzetközi hírnevet szerzett neki (főleg Amerikában), amelyet máig a legnagyobb sikerének tartanak. Ugyanebben az évben részt vett a Bari Caravella Sikereiben Il diritto d'amare (A szerelemhez való jog) és  az Un bacio sulle dita című filmekkel. A következő évben nagy sikert aratott az 1966-os, 14. Nápolyi Dalfesztiválon, ahol a "Maria Paris & Le Cugine" együttessel tolmácsolta Filippo Maniscalco és Iller Pattacini Pe'strade'e Napule című yé-yé számát.
További sikerei között szerepel az In un fiore (Egy virágban, Sanremo, 1966), az Attenti all'amore (Un disco per l'estate, 1966), a Se stasera sono qui (író: Luigi Tenco, harmadik hely 1967-ben), Per vedere quanto grande è il mondo (Hogy lássuk, mekkora a világ, a The Bachelorsszal mutatta be a Sanremói Fesztiválon 1967-ben), a Gli occhi miei (Sanremo, 1968), Finalmente (Un disco per l'estate, 1968) és a Baci baci baci (Sanremo, 1969). A Presso la fontana című dallal részt vett a Canzonissima 1970-en.
A hetvenes években férjével megalapították az I Vianella című zenei duót, és szép sikereket értek el a Semo gente de borgatával, harmadik helyezést értek el az Un disco per l'estatéval 1972-ben és a Fijo mióval (Un disco per l'estate, 1973). írta Franco Califano, míg az Un disco per l'estate 1974-ben a Volo di rondinét vitték a döntőbe, Amedeo Minghi zenéjével és Sergio Bardotti szövegével.
1981-ben felvette a To Wilma G7 című albumot, az ABBA The Winner Takes It All című művének feldolgozását, amelynek szövegeit maga Goich írta. 1989 nyarán részt vett a Canale 5 által sugárzott Una rotunda sul mare énekversenyen, amelynek alkalmából bemutatta a Se staserasono qui (Ma este itt vagyok), amellyel bejutott az elődöntőbe és az Ho capito che ti amo (Megértettem, hogy szeretlek). A következő évben ismét az In un fioréval versenyzett a program második kiadásában, de ezúttal is csak az elődöntőig jutott.
1990 őszén csatlakozott Mike Bongiornóhoz a Tris című új kvízjátékban, amely felváltotta a történelmi Bist, és ott volt a Radio Italia mestere, Tony De Vita és Franco Nisi, valamint Illy Reale tévészerző. Az 1994-es Sanremói Fesztivál alkalmából a kifejezetten erre az eseményre alakult Squadra Italia csoport tagjaként énekelte az Una vecchia canzone italiana című dalt.
2008. november 8-án, miután az utolsó pillanatban elutasították a Róma önkormányzati választási jelöltségét (a La Destra mozgalom listáján), kijelentette az újságoknak, hogy uzsora áldozata lett, és pert indított kölcsöncápái ellen, akiktől tízezer eurót kért anyagi nehézségekkel küzdő lánya megsegítésére. Az uzsorásokat, akikhez Goich fordult, letartóztatták és elítélték.
2011 őszén részt vett a Noi che… című zenés vígjátékban Carlo Conti legjobb évei a római Salone Margherita Színházban. 2014-ben, több mint harminc év után, volt férjével, Edoardo Vianellóval újjáalakította az I Vianella című történelmi duót, és kiadta a C'eravamo tanto amati… 2018-ban megjelent az új È tutto bello album, amely három Guido Guglielminetti és Valerio Liboni által írt, kiadatlan dalt tartalmaz, a producer az SB Disco Italy volt.
2022 szeptemberétől részt vesz a Big Brother VIP hetedik kiadásában.
2024. január 14-én és február 4-én Mara Veniernél más művészekkel együtt vendégeskedett a Domenica In Sanremói Fesztiválnak szentelt programrészében, amelyen a múlt legszebb dalait énekelték újra.

### Magánélete
Wilma Goich kapcsolatban állt Teo Teocolival, akivel 1965-ben ismerkedett meg Bariban, majd 1967-ben feleségül vette Edoardo Vianello, akitől 1970-ben született egy lánya, Susanna, aki 2020. április 7-én meghalt Rómában. Férjétől 1981-ben elvált. Katolikusnak vallja magát

## Diszkográfia

### Stúdióalbumok
- 1965 – La voce di Wilma Goich (Dischi Ricordi, MRP 9021)
- 1981 – To Wilma G7 ( G & G Records, GG 36005)
- 1991 – Come un fiore (Mint egy virág)
- 2012 – Se questo non è amore (Ha ez nem szerelem) (KlasseUno edizioni)
- 2018 – È tutto bellissimo

### Válogatások
- 1993 – I drandi successi di (A nagy sikerek)
- 1996 – Il meglio di (The Best of)
- 1997 – Le colline sono in fiore (Virágoznak a dombok)
- 1997 – I successi (A sikerek)
- 1998 – Gli anni d'oro (Az aranyévek)
- 1998 – Se stasera sono qui (Ha itt vagyok ma este)
- 2000 – Dolcemente (Édesen)
- 2000 – CantaItalia
- 2001 – I grandi successi originali (Az eredeti legnagyobb slágerek)

### Kislemezek
- 1964 – I proverbi/Una strada a Budapest (A közmondások/A utca Budapesten)
- 1964 – Dopo il sole pioverà/E c'era il temporale (Napsütés után esik az eső/És volt vihar) (Dischi Ricordi, SRL 10348)
- 1964 – Ho capito che ti amo/Era troppo bello/Quando piangi (Megértettem, hogy szeretlek/Túl szép volt/Amikor sírsz (Dischi Ricordi, SRL 10360)
- 1965 – Virágoznak a dombok/nem leszek ott (Dischi Ricordi, SRL 10367)
- 1965 – Csók az ujjakra/L'amore al mare (Dischi Ricordi, SRL 10385)
- 1965 – Il diritto d'amare/Ascolta la voce (A szeretethez való jog/Hallgasd a hangot)
- 1966 – In un fiore/Una rosa rossa una foglia gialla (Virágban/Vörös rózsában sárga levél) (Dischi Ricordi, SRL 10415)
- 1966 – Attenti all'amore/L'uomo di ieri (Attenti all'amore/A tegnap embere) (Dischi Ricordi, SRL 10421)
- 1966 – Pe' strade 'e Napule/Occhi innamorati (Dischi Ricordi, SRL 10436)
- 1967 – Per vedere quanto è grande il mondo/Il profume dell'erba (Látni, mekkora a világ/A fű illata) (Dischi Ricordi, SRL 10447)
- 1967 – Se stasera sono qui/L'ora dell'uscita'" (Ha ma este itt vagyok/A kiadás ideje) (Dischi Ricordi, SRL 10454)
- 1967 – Se c'è una stella/Dolcemente (Dischi Ricordi, SRL 10471)
- 1968 – Gli occhi miei/La tua città|Gliocchi mie/La tua città (Dischi Ricordi, SRL 10491)
- 1968 – Finalmente/Come un anno fa (Végre/mint egy éve) (Dischi Ricordi, SRL 10497)
- 1968 – Tu cuore mio/Le formiche (Dischi Ricordi, SRL 10518)
- 1969 – Baci, baci, baci/Una volta nella vita (Puszi, puszi, puszi/Egyszer az életben) (Dischi Ricordi, SRL 10530)
- 1969 – Casatschok/Carosello (Dischi Ricordi, SRL 10548)
- 1970 – …e fuori tanta neve/Che giorno è (és sok hó kint/Milyen nap van) ( Apollo, ZA-50009)
- 1970 – Presso la fontana/Colori (A szökőkútnál/Színek) (Apollo, ZA-50060)
- 1971 – L'uomo ferito/Suona chitarra, suona (A sebesült férfi/Gitározz, játssz!) (Apollo, ZA-50175)
- 1981 – Allora prendi e vai/Bambina libera (Akkor vedd és menj/Bambina libera) (G & G Records, GG 0014)
- 1988 – …e vai/Solo (…és menj / Egyedül)

### Az I Vianellával

#### Stúdióalbumok
- 1971 – I Vianella (Apollo, DZSLA 55025)
- 1971 – Semo gente de borgata (Apollo, DZSLA 55090)
- 1973 – Purcinella álmai (Apollo, DZSLA 55160)
- 1973 – Homeide (Apollo, DZSLA 55170)
- 1974 – Napoli 20 anni dopo (Nápoly 20 évvel később) (Apollo)
- 1974 – Roma parlaje tu (RCA Italiana, TCL1-1131; gyűjtemény)
- 1974 – Quanto sei Vianella…Roma (Mennyi vagy, Vianella…Róma) (Ariston Records, ar 12132)
- 1974 – Roma nostra (A mi Rómánk)
- 1975 – Dai tetti di Roma (Róma háztetőiről) (Apollo)
- 1975 – Felöltözve menjünk ki (Ariston Records)
- 1975 – Storie d'amore I Vianella (Love Stories) (Ariston Records)
- 1979 – Compleanno (Születésnap) (EMI Italiana, 3C 064 18296)

#### Valogatások
- 1974 – Szeretnék énekelni egy dalt
- 1977 – Mindig együtt
- 2014 – C'eravamo tanto amati… (Annyira szerettük egymást)

#### Kislemezek
- 1971 – Vojo er canto de 'na canzone/Bikini blu (Apollo, ZA-50095)
- 1972 – Amore amore, amore amore/La festa de Cristo re (Szeretet szeretet, szeretet szeretet/Krisztus király ünnepe) (Apollo, ZA-50215)
- 1972 – Semo gente de borgata/Tu padre co' tu madre (Apollo, ZA-50220)
- 1972 – Fijo mio/Te vojo bene (Apollo, ZA-50280)
- 1973 – Canto d'amore di Homeide/Tenendoci per zampa (Apollo, ZA-50450)
- 1974 – Volo di rondine/La mela (Ariston Records, Ar 0629)
- 1974 – Noi nun moriremo mai/La vita de campagna (Soha nem halunk meg/Vidéki élet) (Ariston Records, Ar 0657)
- 1975 – L'amici mia/Pazzi noi (Ariston Records, Ar 0693)
- 1975 – Vestiti usciamo/Guarda (Öltözz fel/Nézz) (Ariston Records, Ar 0697)
- 1978 – Anvedi chi c'è/Importante (Fonit Cetra, SP 1621)
- 1981 – Veled gyerek/Cybernella (RCA eredeti szereplők, BB 6500)

## Televízió
- Tris (Canale 5, 1990–1991) – Társműsorvezető
- Domenica In (Rai 1, 1996–1997)  Társműsorvezető
- Big Brother VIP (Channel 5, 2022–2023)  Versenyző

## Fordítás
- Ez a szócikk részben vagy egészben  a   Wilma Goich című olasz Wikipédia-szócikk ezen változatának fordításán alapul.  Az eredeti cikk szerkesztőit annak laptörténete sorolja fel. Ez a jelzés csupán a megfogalmazás eredetét és a szerzői jogokat jelzi, nem szolgál a cikkben szereplő információk forrásmegjelöléseként.

## Bibliográfia
- Enciclopedia del Festival della canzone napoletana: 1952-1981: Canta Napoli. Napoli: Luca Torre (2010). ISBN 978-88-906138-0-7